# Carl Pettersson (golfer)
Carl Pettersson (Göteborg, 29 augustus 1977) is een golfprofessional uit Zweden maar daarnaast kreeg hij begin januari 2012 de Amerikaanse nationaliteit. Hij speelt op de Amerikaanse PGA Tour en woont in Greensboro, North Carolina. 
Pettersons vader werkte bij Volvo en werd voor vier jaar naar Engeland gestuurd toen Carl tien jaar was. Daarna verhuisde het gezin naar de Verenigde Staten. Zijn laatste schooljaren en zijn universiteitsjaren verbracht hij in Greensboro.

## Amateur

### Gewonnen
- Europees Amateur Kampioenschap

## Professional
Na het winnen van het Europees Amateur werd Pettersson professional. In 2001 en 2002 speelde hij op de Europese PGA Tour. Hij was succesvol, behaalde meerdere top-10 plaatsen en won in 2002 het Portugees Open. Daarna ging hij naar de Verenigde Staten waar hij eind 2002 via de Tourschool zijn spelerskaart haalde voor de PGA Tour. In 2005 was Pettersson de beste op het Chrysler Championship. Hij werd zo de derde Zweedse winnaar op de PGA Tour na Jesper Parnevik en Gabriel Hjertstedt. In 2006 was hij de beste op het Memorial Tournament en in 2008 won Pettersson het Wyndham Championship in een recordscore van 259 slagen. 
In 2009 kende hij een minder goed jaar. Hij viel daarna ongeveer 15 kilo af en zowel zijn gewicht als zijn golfprestaties kwamen zo weer op niveau om in 2010 de RBC Canadian Open te winnen en in 2012 de RBC Heritage. In 2012 eindigde Pettersson op een gedeelde 3e plaats op het PGA Championship, een van de vier majors. 
Pettersson kon zich nooit niet voor de Ryder Cup kwalificeren. Als Europeaan moet je deelnemen aan de Europese Tour, en om in het Amerikaanse team te spelen moet je voor je 18de verjaardag al in de Verenigde Staten wonen. In januari 2012 kreeg hij de Amerikaanse nationaliteit.   

### Overwinningen
| Jaar | Toernooi              | Tour              |
| ---- | --------------------- | ----------------- |
| 2002 | Portugees Open        | Europese PGA Tour |
| 2005 | Chrysler Championship | PGA Tour          |
| 2006 | Memorial Tournament   | PGA Tour          |
| 2008 | Wyndham Championship  | PGA Tour          |
| 2010 | RBC Canadian Open     | PGA Tour          |
| 2012 | RBC Heritage          | PGA Tour          |

### Resultaten op deMajors
| Major                 | 2000 | 2001 | 2002 | 2003 | 2004 | 2005 | 2006 | 2007 | 2008 | 2009 | 2010 | 2011 | 2012 | 2013 | 2014 | 2015 | 2016 | 2017 | 2018 | 2019 | 2020 |
| --------------------- | ---- | ---- | ---- | ---- | ---- | ---- | ---- | ---- | ---- | ---- | ---- | ---- | ---- | ---- | ---- | ---- | ---- | ---- | ---- | ---- | ---- |
| Masters Tournament    |      |      |      |      |      |      | T27  | T52  |      | CUT  |      | CUT  |      | 61   |      |      |      |      |      |      |      |
| U.S. Open             |      |      |      |      |      | CUT  | CUT  | T17  | T6   | T36  |      |      | CUT  | T41  |      |      |      |      |      |      |      |
| The Open Championship |      |      | T43  |      | T57  |      | T8   | T45  |      | CUT  |      |      | T23  | T54  |      | CUT  |      |      |      |      |      |
| PGA Championship      |      |      | CUT  | CUT  | 54   |      | CUT  |      | T47  | CUT  | T24  |      | T3   | CUT  |      | T75  |      |      |      |      |      |

CUT = miste de cut halverwege

### Resultaten op deWorld Golf Championships
| Toernooi             | 2000 | 2001 | 2002 | 2003 | 2004 | 2005 | 2006 | 2007 | 2008 | 2009 | 2010 | 2011 | 2012 | 2013 | 2014 | 2015 | 2016 | 2017 | 2018 | 2019 | 2020 |
| -------------------- | ---- | ---- | ---- | ---- | ---- | ---- | ---- | ---- | ---- | ---- | ---- | ---- | ---- | ---- | ---- | ---- | ---- | ---- | ---- | ---- | ---- |
| WGC Kampioenschap    |      |      | T54  |      |      |      | T17  | T35  |      | T35  |      |      |      | T49  |      |      |      |      |      |      |      |
| WGC Matchplay        |      |      |      | R64  |      |      | R32  | R64  |      |      |      |      |      | R32  |      |      |      |      |      |      |      |
| WGC Invitational     |      |      |      |      |      |      | T27  | T30  |      | T36  |      |      | T28  | T70  |      |      |      |      |      |      |      |
| WGC - HSBC Champions |      |      |      |      |      |      |      |      |      |      | T39  |      | T16  |      |      |      |      |      |      |      |      |